# Swinglea glutinosa
Swinglea glutinosa är en vinruteväxtart som först beskrevs av Francisco Manuel Blanco, och fick sitt nu gällande namn av Merrill. Swinglea glutinosa ingår i släktet Swinglea och familjen vinruteväxter. Inga underarter finns listade i Catalogue of Life.